# Галанчёж
Галанчёж (Галанчожское озеро; чечен. Галайн-Ӏам — Галайн-Ам; устар. Галай-амъ (Кербеты-амъ), устар. Кербеты-Ам) — озеро в Урус-Мартановском районе Чеченской Республики Россия. Рядом с селом Галанчож.

## Географические данные и происхождение
Озеро Галанчёж находится в горной Чечне, в верховьях бассейна реки Гехи. Расположено на правом склоне долины реки Осухи, на высоте 1494,1 метра над уровнем моря. Озеро имеет почти правильную овальную форму с осями 450 и 380 метров. Форма котловины воронкообразная. Наибольшая глубина в центре озера 35 метров. Площадь зеркала воды около 12 га.
Вода в озере прозрачная, при солнечной погоде ярко-голубая с зеленоватым оттенком. Летом температура воды на поверхности достигает 20 °C. Зимой озеро замерзает. В окрестностях озера много старинных башен и других исторических памятников.
Питается озеро родниками. На восточном склоне в него впадают три родника. Есть выходы ключей и на его дне. Озеро имеет подземный сток в виде небольшого родника, пробивающегося в полосе тектонического разрыва на северном склоне.
В озере обитает ручьёвая форель.

## Название
Название озера «Галайн-Ам» в переводе с чеченского переводится как «Галайское-Озеро», галай — один из чеченских тайпов.

## Легенда о возникновении
Среди местных жителей, озеро Галанчеж считалось священным. Дух озера связывался с быком. Поэтический миф о возникновении озера был записан В. Миллером:
Близ аула Ялхорой в месте, называемом Амка, было прежде озеро. Однажды мать с дочерью отправились на берег и по неразумению стали стирать грязные пелёнки в его хрустальной воде. Разгневанный дух озера обратил за это обеих женщин в камни, которые и теперь виднеются у селения Амка. Но озеро не хотело оставаться в осквернённом ложе и превратившись в чудесного белого быка, перешло в скалистый кряж, оставив след в виде выемки. Затем бык подошёл к тому месту, где находится теперь озеро Галайн-Ам. Раньше там были пахотные земли. Местные жители запрягли быка в плуг. Когда он повёл первую борозду, выступила грязь, после второй стало ещё мокрее. Дальше стремительно хлынула вода и затопила поле, людей и быка.
Появившееся внезапно озеро стало внушать населению суеверный страх: они считали его бездонным и не пили его воду.